# Alanna Kraus
Alanna Kraus (ur. 30 lipca 1977 w Abbotsford) – kanadyjska łyżwiarka szybka specjalizująca się w short tracku, dwukrotna medalistka igrzysk olimpijskich, multimedalistka mistrzostw świata.
Dwukrotnie wzięła udział w zimowych igrzyskach olimpijskich. W 2002 roku uczestniczyła w igrzyskach w Salt Lake City, podczas których wystartowała w czterech konkurencjach – zdobyła brązowy medal olimpijski w biegu sztafetowym (wraz z nią w kanadyjskiej sztafecie pobiegły Isabelle Charest, Marie-Ève Drolet, Amélie Goulet-Nadon i Tania Vicent), ponadto zajęła piąte miejsce w biegu na 1500 m, szóste na 500 m i ósme na 1000 m. W drugim starcie olimpijskim, w 2006 roku na igrzyskach w Turynie, wzięła udział w dwóch konkurencjach – zdobyła srebrny medal w sztafecie (wspólnie z nią pobiegły Amanda Overland, Anouk Leblanc-Boucher, Kalyna Roberge i Tania Vicent) oraz zajęła dziewiąte miejsce w biegu na 500 m.
W latach 2000–2006 zdobyła pięć medali mistrzostw świata (jeden złoty, dwa srebrne i dwa brązowe), a w latach 2001–2006 pięć brązowych medali drużynowych mistrzostw świata.